# Ulster Stores
Ulster Stores is een familiebedrijf uit Coleraine in Noord-Ierland. Het bedrijf is eigenaar van diverse onafhankelijke warenhuizen in het Verenigd Koninkrijk en heeft daarnaast een webshop. Het bedrijf is in handen van de familie Moore.
Het bedrijf is ontstaan uit warenhuis Moores of Coleraine in 1925. In 2006 werd de Ulster Stores-groep opgericht waar de vier onafhankelijke warenhuizen van de familie Moore werden ondergebracht.
In 2017 had het bedrijf een omzet van bijna 14 miljoen Britse pond en had ruim 200 medewerkers in dienst.

## Bedrijfsonderdelen
Onder de Ulster Stores vallen de volgende warenhuizen:
- De Gruchy in Saint Helier, Jersey
- Moores of Coleraine in Coleraine
- The White House in Portrush
- Clares in Llandudno

Daarnaast heeft Ulster Stores de webshop Slumber Slumber, waar het bedden, matrassen en bedtextiel aanbiedt.